# Botnur kraftverk
Botnur kraftverk (färöiska: Elektrisitetsverkið í Botni) är ett vattenkraftverk i Vágurs kommun på ön Suðuroy på Färöarna. Botnur kraftverk är Färöarnas äldsta och försörjer tillsammans med oljekraftverket Vágsverkið Suðuroy med ström. 
Kraftverket, som byggdes på privat initiativ, ligger isolerat på kanten av klipporna tre kilometer från Vágur och den enda tillfartsvägen är en smal grusväg. Det ägdes ursprungligen av kommunen och togs i drift 18 juli 1921. År 1953 övertogs det av Elfelagið Suðuroy som 1963 övertogs av Elfelagið Streymoy-Eysturoy-Vágar (SEV). Suðuroy är inte anslutet till elnätet på resten av Färöarna.
När kraftverket byggdes var man tvungen att transportera all utrustning dit med fartyg och vinscha den uppför klippkanten. Den ursprungliga turbinen byttes ut mot en peltonturbin från Voith på 1,1 MW 1965. Den drivs av vatten från sjön Ryskivatn som i sin tur får vatten från Tindaliðvatn och Miðvatn som ligger 345 meter över havet (m.ö.h.) och rymmer 550 000 m³. Året efter installerades en francisturbin som får vatten från Vatnsnesvatn som ligger 180 meter över havet och rymmer 850 000 m³. Vattenintaget byggdes om 2002 och tilloppstuberna av cement byttes mot nya av stål. Verket är obemannat och styrs från Vágsverkið, även kallat Heimaru Oyrar.